# Максимовская, Марианна Александровна
Мариа́нна Алекса́ндровна Максимо́вская (род. 7 апреля 1970, Москва, РСФСР, СССР) — российская журналистка и телеведущая. В 2003—2014 годах — заместитель главного редактора телеканала «РЕН ТВ», автор и ведущая информационно-аналитической программы «Неделя». С 2015 года работает на руководящих должностях в коммуникационно-консалтинговой группе компаний «Михайлов и партнёры». Член Академии Российского телевидения с 2007 года. С апреля 2025 года генеральный директор сервиса VK Видео.

## Биография
Родилась 7 апреля 1970 года в Москве.
Мать была филологом, выпускницей МГУ, отец работал инженером. Ещё в раннем детстве у Марианны проявились качества лидера: она была активным ребёнком, много времени уделяла здоровому образу жизни, также помогала бездомным кошкам и собакам и редактировала стенгазету.
Училась в Школе юного журналиста при МГУ. В 1988 году поступила на факультет журналистики Московского государственного университета имени М. В. Ломоносова, который окончила в 1992 году. Сначала училась на газетном отделении, затем перевелась на телевизионное отделение. Работала в заводских многотиражных изданиях, а также в отделе информации газеты «Московский комсомолец».

### Телевидение
На четвёртом курсе университета (в 1991 году) начинает работать на телевидении — редактором, а затем корреспондентом программы «ТСН (Телевизионная Служба Новостей)». С 1992 года стала работать корреспондентом информационно-аналитической программы Евгения Киселёва «Итоги».
В 1993 году переходит на работу в недавно образованную частную телекомпанию НТВ. Работала корреспондентом в информационных программах «Сегодня» и «Итоги» на НТВ.
С декабря 1996 по апрель 2001 года — ведущая выпусков программы «Сегодня» на том же телеканале (сначала — утренних, затем — дневных, также иногда заменяла своих коллег в вечерних выпусках программы). В 1998 году принимала участие в телеигре «Форт Боярд» в составе команды журналистов НТВ. С 2000 года (после ухода Светланы Сорокиной в ток-шоу «Глас народа») — постоянная ведущая программы НТВ «Герой дня» (поочерёдно с Андреем Норкиным).

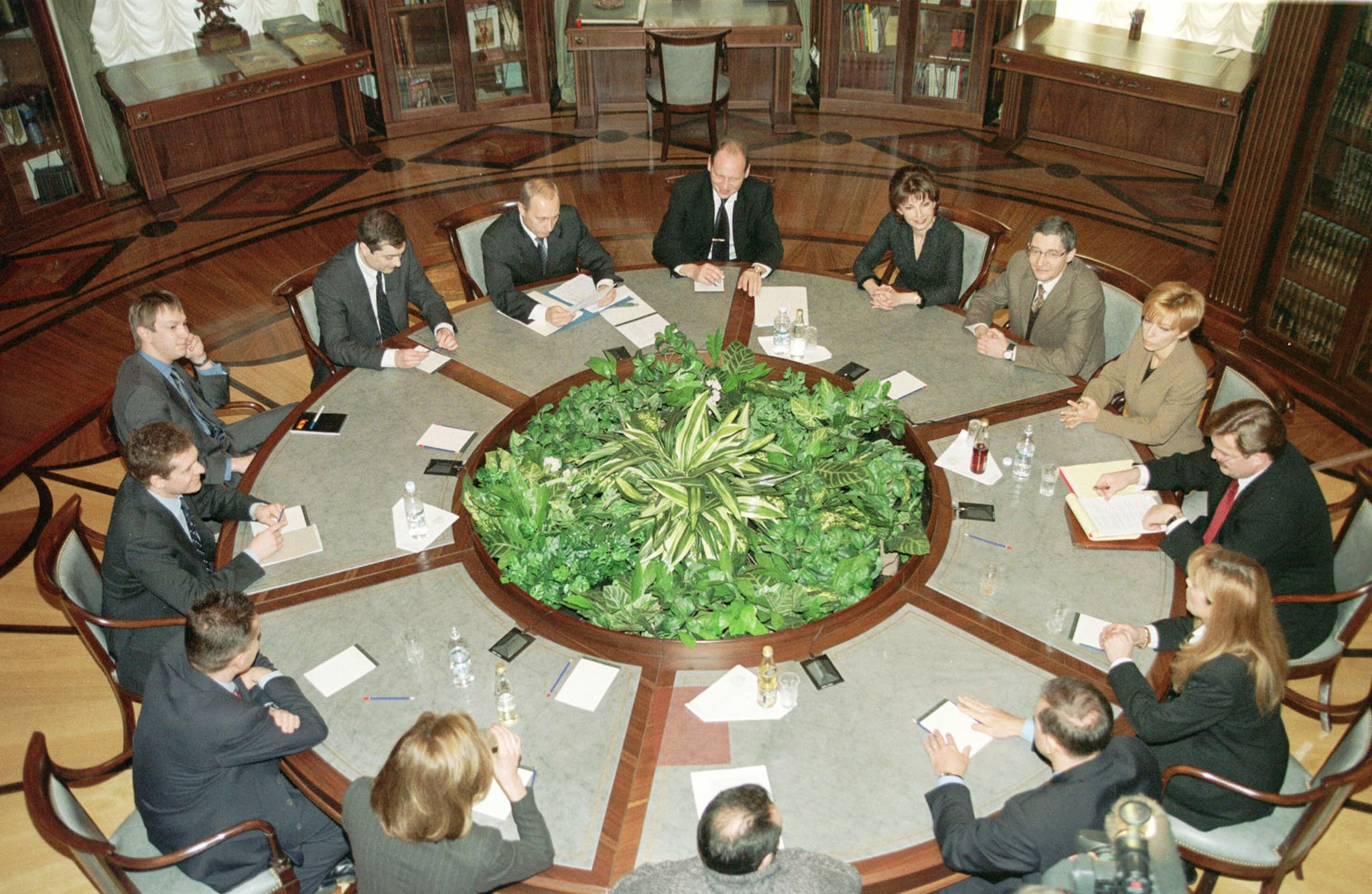
На встрече коллектива НТВ с президентом России Владимиром Путиным 29 января 2001 года. Находится за столом между Михаилом Осокиным и Евгением Киселёвым

После смены собственника НТВ (14 апреля 2001 года) переходит сначала на телеканал ТНТ, где вела информационную программу «Сегодня на ТНТ», а затем на телеканал ТВ-6.
С мая 2001 по январь 2002 года — ведущая новостных выпусков на ТВ-6 («Сегодня на ТВ-6», «Сейчас»). С июня 2002 по июнь 2003 года — ведущая вечерних информационных выпусков «Новостей» на телеканале ТВС, выходивших в 19:00 и 21:00. В последние месяцы работы ТВС — заместитель генерального директора телеканала по информационному вещанию (вместе с Михаилом Осокиным).
В 2003 году после закрытия ТВС, приняла предложение Ирены Лесневской создать на телеканале REN-TV (впоследствии переименованном в «РЕН ТВ») свою информационно-аналитическую программу. Она получила название «Неделя с Марианной Максимовской» и выходила в эфир еженедельно по субботам вечером с октября 2003 по июнь 2014 года. Выбор телеканала сама Максимовская объяснила тем, что к тому времени «REN-TV остался единственным крупным каналом, неподконтрольным государству».
В 2012, 2013 и 2014 годах принимала участие в нескольких «Разговорах с Дмитрием Медведевым» как заместитель главного редактора «РЕН ТВ».
1 августа 2014 года было объявлено о закрытии передачи «Неделя с Марианной Максимовской», вместо которой с сентября по воскресеньям стала выходить передача «Добров в эфире» с Андреем Добровым. Конкретные причины закрытия «Недели» названы не были, по словам представителей телеканала, Максимовская сосредоточится на руководящей работе. К 2014 году по данным TNS, доля аудитории «Недели» превысила среднюю долю аудитории самого телеканала: в субботу вечером (19:00-20:15) среди зрителей 18+ она составляла 6,8 % (среднесуточная аудитория телеканала — 4,5 %). В Москве доля передачи достигала 7,9 % (4,8 % — среднесуточный показатель телеканала). По оценке члена президентского совета по правам человека Даниила Дондурея за последние месяцы российское ТВ окончательно пришло к «контентной однозначности и определённости» и «в этой ситуации Марианна Максимовская была как белая ворона у неё не было шансов выжить».
22 декабря 2014 года стало известно, что Марианна Максимовская покидает телеканал «РЕН ТВ» по причине истечения контракта.
С 2013 года является членом Общественного совета при МВД России

### Бизнес
12 января 2015 года заняла должность вице-президента коммуникационно-консалтинговой группы компаний «Михайлов и партнёры». С 2016 года — вице-президент созданного на основе этой же группы холдинга «Новаком».
По сообщениям СМИ, в марте—апреле 2017 года обсуждалось назначение Максимовской на один из руководящих постов в ПАО «Сбербанк», однако правление банка в итоге не утвердило её кандидатуру.
С июня 2018 года — президент группы компаний «Михайлов и партнёры». Находясь в этой должности, 20 марта 2020 года представляла в ЦИК РФ агитационный сайт общероссийского голосования по поправкам в Конституцию РФ, предусматривающим, среди прочего, обнуление президентских сроков действующего президента В. В. Путина.

### Фильмография
- 2007 — «День выборов» — эпизод (ведущая новостей)
- 2011 — «Generation П» — камео

## Взгляды
В работе 2009 года отмечалось, что Марианна Максимовская «находится в „мягкой“ оппозиции к осуществляемой властью информационной политике».
Журналистка связывала смену власти на «старом» НТВ с «концом эпохи независимого телевидения в России», а также с «началом выстраивания вертикали власти в стране».
В работе Б. Н. Киршина «Кризис: нематериальные потери российской прессы» цитируется высказывание Марианны Максимовской по поводу кризиса российской прессы — «введение единомыслия подразумевает очень скорое введение продуктовых карточек».

## Оценки журналистской деятельности

### Положительные
В статье И. А. Крым и Н. Г. Гордеевой «Способы и средства выражения оценки в речи телеведущей Марианны Максимовской» отмечается высокая степень оценочности в её репортажах, которая проявлялась как в подводках, так и комментариях и репликах журналистки, вплоть до открытого выражения собственной позиции через прямую оценку происходящего (это отличало её от многих других коллег). Также оценки Максимовской освещавшихся ею новостей проявляется, по мнению авторов указанной статьи, «уже на уровне выбора тематики выпуска, отбора сюжетов, выстраивания их в определённой последовательности, приглашении тех или иных героев в программу, построении беседы с ними». Более того, данная работа замечает, что Максимовская свою абсолютную оценку выражает в своеобразной экспрессивной форме. В своих репортажах журналистка использует широкий запас прецедентов, включая подходящие цитаты из разных произведений, пословицы и поговорки, афоризмы, фразеологизмы, а в её речевой деятельности «прецедентные тексты являются средством создания экспрессии и оценки, причём чаще всего оценки иронической».
Елена Масюк отмечала в газете «Коммерсант» по поводу закрытия в 2014 году телепрограммы «Неделя с Марианной Максимовской»: «Последние годы журналистское сообщество удивлялось, как Максимовской удается вести передачу при условии, что все остальное телевидение давно стерильно».

## Личная жизнь
- Отец — Александр Максимовский.
- Замужем вторым браком.
  - От первого мужа — дочь Александра (род. в 1991)[64].
- Второй муж — Василий Аркадьевич Борисов[64], российский журналист, продюсер и медиаменеджер[65]
  - дочь Евгения (род. в январе 2012)[66]

## Признание и награды
В 2005 году стала лауреатом Национальной премии общественного признания достижений женщин «Олимпия».
Марианна Максимовская — лауреат 8 премий ТЭФИ.
В 2008 году Максимовская была удостоена премии Союза журналистов России «Золотое перо России».
В рейтинге «100 самых влиятельных женщин России» журнала «Огонёк», опубликованном в марте 2014 года, заняла 19-е место.
В 2015 году стала лауреатом национальной телевизионной премии «Телегранд» — за значительный вклад в развитие информационного вещания и высокое профессиональное мастерство.
В 2018 году получила благодарность Министра внутренних дел Российской Федерации. В 2019 году получила нагрудный знак МВД России «За содействие МВД».